# Resolució 1323 del Consell de Seguretat de les Nacions Unides
La Resolució 1323 del Consell de Seguretat de les Nacions Unides fou adoptada per unanimitat el 13 d'octubre de 2000. Després de recordar les resolucions 1273 (1999), 1291 (2000), 1304 (2000) i 1316 (2000) sobre la situació a la República Democràtica del Congo, el Consell va ampliar el mandat de la Missió de les Nacions Unides a la República Democràtica del Congo (MONUC) fins al 15 de desembre de 2000.
El Consell de Seguretat va deplorar la continuació de les hostilitats a la República Democràtica del Congo, la manca de cooperació amb les Nacions Unides i la manca de progrés cap a un diàleg nacional. Va expressar la seva preocupació per les conseqüències del conflicte sobre la situació humanitària i de drets humans al país, inclosa l'explotació il·legal de recursos naturals. Durant la reunió, els membres del Consell van dir que calia avançar respecte a les resolucions anteriors sobre el conflicte en dos mesos, amb amenaces de rescindir la MONUC.